# Kauê Rodrigues Pessanha
Kauê Rodrigues Pessanha (Quissamã, 22 de Outubro de 2004) é um futebolista profissional brasileiro que atua como meio-campista. Atualmente defende o Porto B.

## Carreira

### Botafogo
Kauê chegou à base do Botafogo em 2017, subindo pelas categorias de base do clube e jogando futebol sub-20 com apenas 16 anos. Assinou seu primeiro contrato profissional em abril de 2022, antes de treinar com o time principal em setembro do mesmo ano.
Tendo impressionado no treinamento do primeiro time, ele teria sido integrado permanentemente antes da temporada de 2023.
Fez sua estreia pelo time principal do Fogão em 20 de janeiro de 2024 pelo Campeonato Carioca em uma vitória de 2–0 contra o Bangu. No Brasileirão, fez a primeira partida em um empate de 1–1 contra o Vasco da Gama.

## Estilo de jogo
Kauê é um meio-campista versátil, com muita qualidade nos pés, poder de marcação e presença ofensiva.

## Carreira internacional
Em 2019, Kauê foi campeão do Campeonato Sul-Americano Sub-15 com a Seleção Brasileira da categoria. Em maio de 2022, foi convocado pela primeira vez para a Seleção Brasileira Sub-20.

## Títulos

#### Botafogo
- Taça Rio: 2024
- Copa Libertadores da América: 2024
- Campeonato Brasileiro: 2024

Seleção Brasileira Sub-15
- Campeonato Sul-Americano Sub-15: 2019